# Iron Jaw
Iron Jaw est le nom d'un personnage de comics publié par Atlas Comics, avec pour scénariste Michael Fleisher et pour dessinateurs Mike Lebowsky et Pablo Marcos. La série est traduite en français par les Éditions Lug en 1976.

## Contexte créatif
Le personnage principal est un barbare semblable à Conan le barbare. Comme l'indique son nom en anglais, le héros a une espèce de piège à loup à la place du menton et de la mâchoire supérieure. Cette imitation du héros de Robert E. Howard fait partie des nombreuses copies qui ont cherché à profiter du succès de Conan, tels que Dagar the Invincible (octobre 1972) chez Gold Key, Iron Jaw (janvier 1975) et Wulf the Barbarian (février 1975) chez Atlas/Seabord, Sword of Sorcery (février 1973), Beowulf Dragonslayer (avril 1975), Claw the Unconquered (mai 1975), Stalker (juin 1975), chez DC Comics. Cette liste est non exhaustive et ne tient compte que des revues sorties sur la période 1973-75, c'est-à-dire au moment où Conan est une des figures de proue de l'écurie Marvel. Même si beaucoup de ces revues connaîtront une existence éphémère, le mouvement est lancé. Désormais l'heroic fantasy fait partie des segments éditoriaux, comme autrefois le western ou les romance comics.

## Les aventures
- #1 - The Saga of Ironjaw -20 planches
- #2 - Ironjaw the King - 19 planches
- #3 - The Wolf-Cowled Head-Hunter of Amun-Rak - 19 planches
- #4 - And Who Will Forge a Jaw of Iron? - 19 planches

Mike Fleisher a scénarisé les #1, 2 et 3; Gary Friedrich le #4. Mike Sekowsky a dessiné l'épisode #1 et Pablo Marcos les #2, 3 et 4. L'adaptation française reprend les trois premiers épisodes dans un album intitulé La Saga d'Iron Jaw.